# Meteor (1979)
Meteor is een Amerikaanse film uit 1979 van Richard Neame met in de hoofdrollen Sean Connery, Natalie Wood, Karl Malden en Brian Keith.
De film is gebaseerd op Project Icarus een onderzoek van een aantal studenten van het Massachusetts Institute of Technology uit 1967. De studenten wilden nagaan of het mogelijk was om een grote meteoriet die afstevent op de aarde te stoppen met een kernraketten.
Meteor was een gigantische flop in de bioscopen. Er was 16 miljoen geïnvesteerd en er kwam in eerste instantie maar 4 miljoen terug (later zou dit oplopen tot 8,4 miljoen). Distributeur American International Pictures werd gelijk weggevaagd. Ook de kritiek was vernietigend en de film stond gelijk bekend als een van de slechtste films uit de filmgeschiedenis. Later kreeg de film een cultstatus vooral toen bleek dat films als Armageddon (1998) en Deep Impact (1998) schatplichtig zijn

## Verhaal
Een komeet duikt onverwacht op in de buurt van de planetoïdengordel en komt in botsing met de planetoïde Orpheus. Er breekt een stuk met een omtrek van acht kilometer af van Orpheus. Tot ontzetting van NASA suist het stuk planetoïde recht op de aarde af  De gevolgen zullen rampzalig zijn. Bij de inslag van een brokstuk van deze omvang zal energie vrijkomen die overeenkomt met meer dan een miljoen keer de explosieve kracht van de atoombommen die op Hiroshima en Nagasaki werden gedropt. Terwijl de geleerden overleggen over de mogelijke gevolgen vallen kleine brokstukken van de afgebroken fragment al op de Aarde en richten grote schade aan. Het is duidelijk dat afwachten geen optie is, er moet een oplossing komen. De VS beschikt over een mogelijke oplossing, de satelliet Hercules, ontworpen door dr. Paul Bradley. Hercules is eigenlijk een groot platform in de ruimte bewapend met raketten met een nucleaire lading. Het systeem was ooit bestemd als afweermiddel tegen kometen en planetoïden maar is nu gedegradeerd tot een nucleair platform gericht tegen de Sovjet-Unie. De VS wil Hercules op de aanstormende planetoïdenscherf richten maar beseft dat het aantal raketten niet voldoende is om het tegen te houden. Ze weten echter dat de Russen een soortgelijk platform hebben, Peter de Grote, genaamd. Een gecombineerde aanval van Hercules en Peter de Grote zal zeer waarschijnlijk wel voldoende zijn. Probleem is echter dat de Sovjet Unie niet wil toegeven dat ze over een nucleair rakettensysteem in de ruimte beschikken. Intussen is professor Bradley gearriveerd in het ondergrondse controlecentrum van Hercules in Manhattan. Bradley probeert zijn collega in de Sovjet Unie, dr. Alexei Dubov te overtuigen van het naderende gevaar. Samen met Harry Sherwood van NASA en de commandant van het controlecentrum, generaal-majoor Adlon wacht men in angstige spanning af of hoe de Sovjet Unie zal reageren. Als meer fragmenten inslaan, gaat de Sovjet Unie overstag en arriveren dr. Dubov en zijn assistente en vertaalster Tatiana Donskaya in Manhattan. Beide satellietplatformen, elk gewapend met zestien raketten met atoomkoppen, worden in de richting van het fragment gedraaid. Peter de Grote vuurt het eerst zijn raketten af, veertig minuten later gevolgd door Hercules. Terwijl de wetenschappers nagelbijtend wachten op de inslag van de raketten, vallen nog altijd fragmenten op de aarde. Hongkong wordt getroffen door een gigantische tsunami als een splinter van de planetoïde inslaat in de oceaan. Ook New York wordt geraakt en een van torens van het World Trade Center stort in. Ook het controlecentrum van de Hercules op Manhattan krijgt een inslag. Vele wetenschappers komen om en de overlevenden proberen zich een weg naar buiten te banen. De uitgangen zijn geblokkeerd, dus wagen ze zich in de tunnels van de New Yorkse metro. Als echter de East River overstroomt en het water doordringt tot de tunnels lijkt ook hun uur geslagen. Met veel moeite weet de groep overlevenden echter een metrostation te bereiken, waar ze moeten wachten op de reddingswerkers. Net op het moment dat het metrostation wordt opengebroken en de overlevenden naar buiten lopen, komt er een bericht over de radio. De raketten zijn ingeslagen in het planetoïdenfragment en hebben het compleet vernietigd.

## Rolverdeling
| Acteur        | Personage           | Opmerkingen             |
| ------------- | ------------------- | ----------------------- |
| Sean Connery  | dr. Paul Bradley    | bedenker van Hercules   |
| Natalie Wood  | Tatiana Donskaya    | assistente van Dubov    |
| Karl Malden   | Harry Sherwood      | NASA-medewerker         |
| Brian Keith   | dr. Alexei Dubov    | bedenker Peter de Grote |
| Martin Landau | gen-majoor Adlon    | hoofd controlecentrum   |
| Trevor Howard | Sir Michael Hughes  |                         |
| Henry Fonda   | President van de VS |                         |

## Achtergrond

### Titelverklaring
De film heet Meteor (meteoor), maar er is in de film voortdurend sprake van een rotsfragment, ontstaan na een botsing tussen een komeet en een planetoïde. Waarom heet de film dan niet Comet (komeet) of Asteroïd (planetoïde)? Een komeet bestaat uit een mengsel van steen en ijs en beweegt zich in een langgerekte baan rondom de zon, de meeste kometen zijn niet groter dan 10 tot 20 kilometer. Planetoïden zijn brokjes rots die zich in licht elliptische banen tussen de planeten Mars en Jupiter bewegen. Deze planetoïden vormen geen bedreiging voor de Aarde. Twee klasse planetoïden, de Apollo- en Atenplanetoïden hebben sterk elliptische banen en komen wel in de buurt van de Aarde. De planetoïden verschillen in grootte en botsen nog al eens op elkaar of tegen een komeet (zoals in de film). Fragmenten die hierbij loskomen worden meteorieten genoemd. Als deze fragmenten naar de aarde vallen komen ze eerst in contact met de dampkring. Het meeste puin zal dan verbranden. De gedeeltes die niet verbranden en op Aarde inslaan worden meteoroïden genoemd. De meeste meteorieten zijn te klein om te worden opgemerkt, maar de Aarde is in het verleden ook getroffen door aanmerkelijk grotere meteorieten. Het vermoeden bestaat dat het uitsterven van de dinosauriërs het gevolg was van de inslag van een meteoriet met een doorsnee van 10 kilometer (ongeveer de grootte van de meteoriet in de film).

### Voorgeschiedenis
American International Pictures (AIP) was in Hollywood nog een betrekkelijk jonge studio in 1979. Opgericht in de jaren vijftig was het vooral bekend als producent van horror- en beach partyfilms, die voor een zeer laag budget werden gemaakt. Halverwege de jaren zeventig wilde men zich richten op een groter publiek en zocht naar een geschikt onderwerp. Rampenfilms hadden in die tijd veel succes. Films als The Poseidon Adventure en The Towering Inferno bereikten een groot publiek. In 1979 was de hausse in rampenfilms eigenlijk alweer voorbij, maar dat weerhield AIP niet om te komen met een combinatie van een rampenfilm annex sciencefictionfilm. Er werd een groot budget uitgetrokken (uiteindelijk uitkomend op 16 miljoen) en verschillende grote sterren vastgelegd. Voor de regie trok men Ronald Neame aan. Neame had onder andere The Poseidon Adventure in 1972 geregisseerd. Hij werd binnengehaald door de decorontwerper van die film William Creber, die ook was vastgelegd voor Meteor. Neame had al snel spijt van zijn beslissing. De vijf producenten van de film en AIP lagen al snel overhoop met elkaar en met Neame. Niet lang daarna liep William Creber kwaad weg na een ruzie over zijn contract en Neame begon het ergste te vrezen. Wat hem het meeste zorgen baarde was het totaal ontbreken van een scenario.

### Scenario
Meteor had een wetenschappelijke ondergrond. In 1967 bestudeerden studenten van het Massachusetts Institute of Technology onder leiding van professor Paul Sandorff een hypothetische inslag van 1566 Icarus, een fragment van een Apolloplanetoïde op Aarde en eventuele tegenmaatregelen om die inslag te voorkomen met nucleaire wapens. Dit zogenaamde Project Icarus omschreef de mogelijkheid om raketten met atoomkoppen af te vuren op 1566 Icarus. Time Magazine publiceerde in het nummer van 16 juni 1967 een artikel over het onderzoek onder de titel "Systems Engineering: Avoiding an Asteroid". Student Louis A. Kleiman publiceerde in 1968 het onderzoek in boekvorm als "Project Icarus: an MIT Student Project in Systems Engineering". Maar al deze wetenschappelijke verhandelingen vormden slechts de inspiratie, de eventuele impact van een grote meteoriet en de mogelijkheid het fragment te vernietigen met atoomwapens. Wat ontbrak was een verhaal rondom deze gebeurtenissen. Schrijver Edmund H. North, bekend van The Day the Earth Stood Still (1951) werd aangetrokken, maar zijn versie werd afgekeurd. Hij werd opgevolgd door Stanley Mann, scenarist van onder andere The Collector (1965). Mann werkte drie maanden aan het scenario van North en kwam met een versie die de goedkeuring van iedereen kon wegdragen.

### Acteurs
Nadat het scenario was geschreven, begon Neame met de audities. Net als bij de The Poseidon Adventure kon hij beschikken over een sterrencast. Een van de eersten die werd vastgelegd was Sean Connery voor de rol van dr. Paul Bradley. Om de film te voorzien van een romantisch tintje moest Bradley verliefd worden en was de rol van Russische vertaalster Tatiana in de film geschreven. Actrice Natalie Wood ging Tatiana spelen. Aangezien de rol vereiste dat Tatiana een aantal dialogen in het Russisch aangaat moest Wood weer terug naar school. Hoewel ze was geboren uit Russische ouders, immigranten die gewoon waren thuis Russisch te spreken, sprak Wood zelfs de taal niet. Ze kon het Russisch enigszins verstaan en een paar woorden spreken. Als voorbereiding op haar rol ging ze naar het taalinstituut Berlitz en deed een snelcursus Russisch. Ze moest de Russische dialogen overigens houden met acteur Brian Keith die de geleerde Alexei Dubov speelt. Keith had minder tijd zich voor te bereiden dan Natalie Wood. Hij verving op het laatste moment acteur Donald Pleasence die afzag van de rol. In een van de kleinere rollen is Henry Fonda te zien als president van de Verenigde Staten. Aanvankelijk was Fonda's rol groter, maar een groot deel van zijn beeldmateriaal werd uit de film geknipt. Zo hield Fonda in zijn rol als president zo'n gloedvolle rede dat de figuranten en de filmploeg in een spontaan applaus uitbarstten. Helaas voor de bioscoopbezoeker  belandde de scène op de grond van de montagekamer.

### Productie
Met een budget dat zou oplopen tot 16 miljoen dollar was Meteor een belangrijke film voor AIP. De studio besloot de productie groot aan te pakken en huurde delen van de MGM studio in Culver City af. Inbegrepen was de gigantische zwembadset die ooit speciaal was gebouwd voor zwemster/actrice Esther Williams. De decorbouwers transformeerden het lege bad tot een labyrint van metrotunnels en een -station. Maar de problemen die al zichtbaar waren tijdens de voorbereidingen waren niet opgelost toen de opnamen aanvingen. Regisseur Ronald Neame had geen vertrouwen in de producenten en de producenten niet in Neame. De acteurs konden slecht uit de voeten met het in hun ogen onevenwichtige scenario dat een vreemde mix was tussen een rampenfilm, een romantisch onderonsje en een sciencefictionfilm met de nadruk op science (wetenschap). Bij al deze intermenselijke problemen kwamen nu ook technische problemen. Vanaf dag 1 ging het mis met de opnamen, daken vielen naar beneden, steigers stortten in en een technicus overleefde ternauwernood een val van tien meter die eindigde op een betonnen vloer. De second unitploeg die opnames moest maken van een lawine in de Alpen in Zuid-Duitsland ontdekte dat er geen sneeuw lag. Neame raakte meer en meer gefrustreerd en maakte zelfs ruzie met Natalie Wood over de lagen make-up die ze droeg. Op zeker moment werd het Wood te veel en ze beet Neame toe dat ze minder make-up zou dragen als Sean Connery zijn toupetje zou afzetten. Waarop Neame inbond. Hij had trouwens nog genoeg andere zaken om zich mee bezig te houden. De opnames van het onder water lopen van de metro van New York waren een nachtmerrie. Het duurde acht dagen met een kostenplaatje van 1,5 miljoen dollar voordat de scènes er op stonden tegen. Een half miljoen kilo bentonietklei werd over de acteurs uitgestort terwijl ze zich door het water van het tot metro omgebouwde zwembad worstelden. Bentonietklei zwelt 10 tot 15 maal op als het in contact komt met water en lijkt dan op modder. Het was de bedoeling om deze kunstmatige 'modder' te verhitten om het de acteurs zo aangenaam mogelijk te maken. Maar door de verhitting ontstond er mist en besloegen de cameralenzen. Voor de acteurs was niet alleen het koude water onaangenaam, ook de bentonietklei drong overal in door. Sommigen propten watten in hun oren om ze te beschermen tegen de 'modder'. De bentonietklei maakte het ook lastig om door het water waden omdat het in kleren trok en de acteurs het gevoel hadden dat ze kilo's zwaarder waren geworden

### Postproductie
Het toevoegen van speciale effecten zou gebeuren in de postproductie. Voor een film als Meteor met exploderende gebouwen en inslaande kernraketten was het uiterst belangrijk dat de effecten goed waren, want daar kwamen de bioscoopbezoekers voor. Sommige effecten waren simpel. Zo gebruikte men bestaand filmmateriaal van de sloop van het Pruitt-Igoegebouw in St. Louis voor de scène waar een van de torens van het WTC wordt getroffen. Architect Minoru Yamasaki had zowel het WTC in New York als het Pruitt-Igoegebouw ontworpen en de gebouwen hadden veel overeenkomsten. Maar de vloek die over de film leek te zijn uitgesproken strekte zich ook uit over de postproductie. Technische problemen maakte het grootste deel van de opnamen met speciale effecten onbruikbaar. Het deel wat wel gebruikt kon worden zag er vaak kunstmatig en goedkoop uit. Een wanhopige Richard Neame belegde een spoedvergadering om de problemen te bespreken en de film te redden. Hij wilde meer geld om de speciale effecten te verbeteren, maar producent Sandy Howard weigerde, de studio had al te veel geld uitgegeven. Er volgde een gigantische ruzie en uiteindelijk begreep Neame dat hij zijn verlies moet nemen. Hij kon alleen nog wat goedkope effecten laten invoegen en proberen de andere effecten wat op te poetsen. Maar het eindresultaat bleef mager. Meteor leek ten dode opgeschreven.

## Ontvangst
Op 19 oktober 1979 ging Meteor in première. In het eerste weekend werd de film uitgebracht op 575 bioscoopschermen in de VS en bracht 2,25 miljoen dollar op. De kritieken waren vernietigend en het publiek bleef massaal weg. Uiteindelijk zou de film in de VS 4,5 miljoen opbrengen en in totaal in de wereld 8,4 miljoen in 1979. American International Pictures ging failliet en werd opgekocht door Filmways, Inc.

## Prijzen en nominaties
Tijdens de uitreiking van de Academy Awards werd Meteor genomineerd in de categorie Beste Geluid.

## Nieuwe versie
In 2009 maakte NBC een miniserie in twee delen (in totaal vier uur) onder de titel Meteor met ongeveer dezelfde plot als de film uit 1979.